# Municipio de Union City (Iowa)
El municipio de Union City (en inglés: Union City Township) es uno de los dieciocho municipios ubicados en el condado de Allamakee en el estado estadounidense de Iowa. En el año 2000 el municipio tenía una población de 221 habitantes y una densidad poblacional de 2,8 personas por km².

## Geografía
El municipio de Union City se encuentra ubicado en las coordenadas 43°27′38″N 91°25′21″O / 43.46056, -91.42250..